# Вулиця Гоголя (Київ, Дарницький район)
Ву́лиця Го́голя — вулиця в Дарницькому районі Києва, селище Бортничі. Пролягає від вулиці Івана Франка до кінця забудови.
Прилучається проїзд до вулиці Наталії Кобринської.

## Історія
Вулиця виникла у 1-й половині XX століття, названа на честь російського письменника Миколи Гоголя.